# Mantinos (kommunhuvudort)
Mantinos är en kommunhuvudort i Spanien.   Den ligger i provinsen Provincia de Palencia och regionen Kastilien och Leon, i den norra delen av landet, 280 km norr om huvudstaden Madrid. Mantinos ligger 1 067 meter över havet och antalet invånare är 169.
Terrängen runt Mantinos är platt söderut, men norrut är den kuperad. Runt Mantinos är det mycket glesbefolkat, med 3 invånare per kvadratkilometer. Närmaste större samhälle är Guardo, 4,1 km norr om Mantinos. Trakten runt Mantinos består i huvudsak av gräsmarker.